# 乔治·马歇
乔治·勒内·路易斯·马歇（法語：Georges René Louis Marchais；1920年6月7日—1997年11月16日）是法国的一位左翼政治家，曾任法国共产党总书记（1972年－1994年）。
乔治·马歇出生于卡尔瓦多斯省拉奥盖特的一个天主教家庭。他年轻时当过机械工人。1946年，他成为伊西莱穆利诺五金工人联合会书记。1947年，他加入法国共产党，在党内的地位迅速上升。1959年，他成为法共中央委员会委员，1972年起，他担任法共总书记。1979年，他当选为欧洲议会议员。在1994年1月法共第二十八次全国代表大会上，他辞去法共总书记的职务。1997年11月16日，他因心脏病在巴黎逝世，享年77岁。
在乔治·马歇担任法共总书记期间，提出了“法国色彩的社会主义”，对法共影响深远。